# NGC 3098
NGC 3098 (również PGC 29067 lub UGC 5397) – galaktyka soczewkowata (SB0), znajdująca się w gwiazdozbiorze Lwa. Odkrył ją John Herschel 19 lutego 1827 roku.